# Leidschendam-Voorburg
Leidschendam-Voorburg (anhörenⓘ) ist eine Gemeinde der niederländischen Provinz Südholland. Sie entstand aus den zusammengewachsenen Orten Leidschendam und Voorburg, die am 1. Januar 2002 fusionierten, und dem kleinen Dorf Stompwijk.
Die Gemeinde zählte am 1. Januar 2025 laut Angabe des CBS 78.309 Einwohner bei einer Gesamtfläche von 35,62 km². Die Stadt ist Sitz des Sondertribunals für den Libanon und des Sondergerichtshofs für Sierra Leone.

## Lage und Wirtschaft
Die Gemeinde liegt unmittelbar nordöstlich von Den Haag und kann als dessen Vorort betrachtet werden. Voorburg hat einen Bahnhof an der Linie Den Haag – Utrecht. Leidschendam hat einen Bahnhof an der Linie Den Haag – Leiden.
Auch die Autobahnen zwischen diesen Städten, deren Benutzer oft durch Staus geplagt werden, durchqueren die Gemeinde.
Die meisten Einwohner von Leidschendam-Voorburg sind Pendler, die ihre Arbeit in Den Haag haben.
Nach Südosten gibt es etwas Landwirtschaft und Gartenbau.
In der Gemeinde sind eine Fabrik, die Aufzüge herstellt, und einige kleinere Handels- und Industriebetriebe ansässig.
Mehrere der alten Herrenhäuser sind als Einrichtung für Menschen mit Einschränkungen, unter anderem für Gehörlose, in Gebrauch.

## Geschichte
Möglicherweise lebten auf dem Grundgebiet der Gemeinde um 2700 v. Chr. Menschen der Vlaardingen-Kultur.
Im Jahr 47 ließ der römische General   Gnaeus Domitius Corbulo hier die Fossa Corbulonis graben. Dieser Corbulo-Graben besteht zum Teil heute noch als Rijn-Schie-Kanal.
Auf dem Gebiet der Cananefaten entstand die Siedlung Forum Hadriani, im Jahr 121 nach Kaiser Hadrian benannt. Um 270 mussten die Römer jedoch diese Stadt räumen.
Um 900 gab es, auf einem Sandrücken, ein Dorf Foreburg, und beim heutigen Leidschendam, an einem „Vliet“ genannten Bach  eine  Siedlung „Veur“. Um 1200 entstand bei Veur ein zweites Dorf, Wilsveen, das jedoch nicht mehr besteht. In der Gegend, die nach Osten hin moorig und sumpfig ist, und dessen Polder nur durch sehr viele Windmühlen trocken gemahlen werden konnten, wurde zwischen etwa 1550 und 1800 viel Torf abgebaut. Dadurch entstanden östlich der Gemeinde einige Seen, die dann wieder eingedeicht werden mussten, und wo jetzt Zoetermeer liegt.
Der Haager Dichter Constantijn Huygens (1596–1687) ließ sich in Voorburg das Herrenhaus Hofwijck bauen. Auch andere reiche und einflussreiche Personen machten das. Dadurch verschwand der Wald und machte den Parks und Gärten der Landsitze Platz. Durch diese Nachfrage entstand auch Gartenbau und Handel mit Zierpflanzen. Ab etwa 1890 wurde der Ort  als Vorstadt von Bedeutung, als auch einfachere Haager Beamten usw. sich hier Häuser bauen ließen.
Von Mai 1940 bis zum 9. Mai 1945 war Voorburg von Truppen der Wehrmacht besetzt.

## Sehenswürdigkeiten
Zu den Sehenswürdigkeiten von Leidschendam und Voorburg zählt jeweils eine Kirche; jene in Voorburg ist spätgotisch aus dem 15. Jahrhundert.
Die Windmühle „De Vlieger“ ist als Museum eingerichtet.
Das Herrenhaus „Hofwijck“ und die ehemalige Herberge „Swaenstein“ beherbergen je ein kleines Museum (letzteres auch mit Funden aus der Römerzeit).

## Bilder

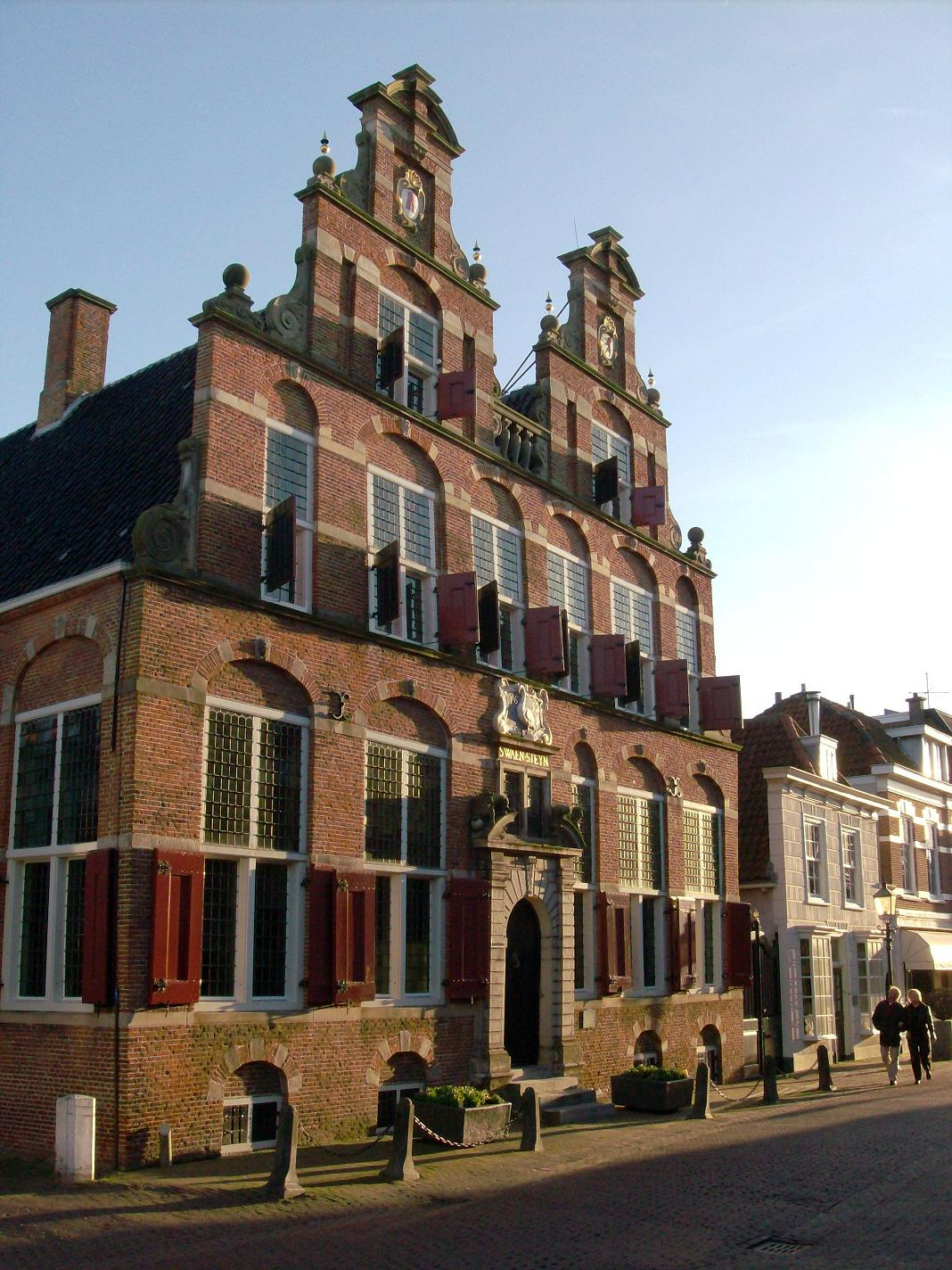
Voorburg, Rathaus
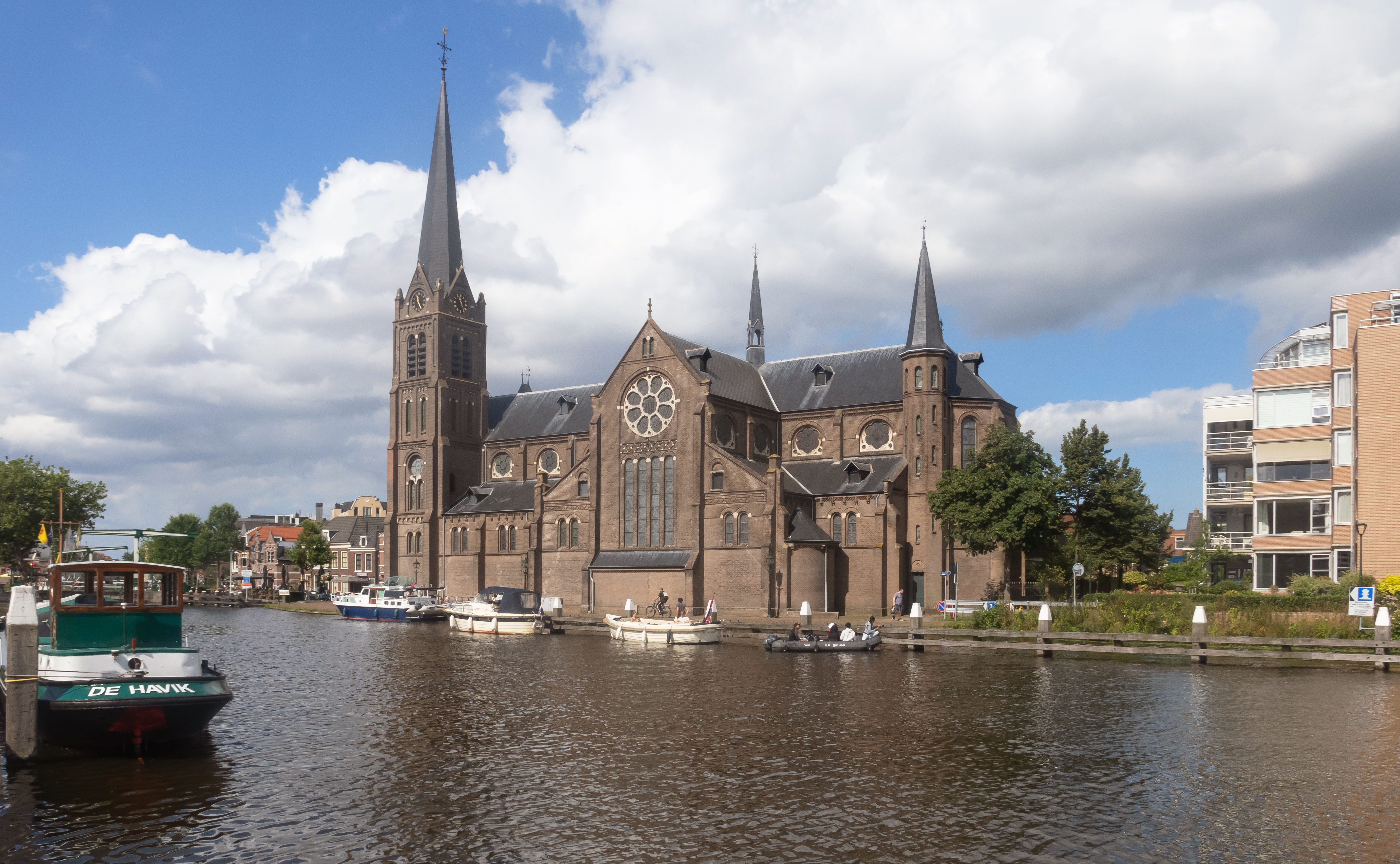
Leidschendam, Kirche: die Sint Petrus en Pauluskerk
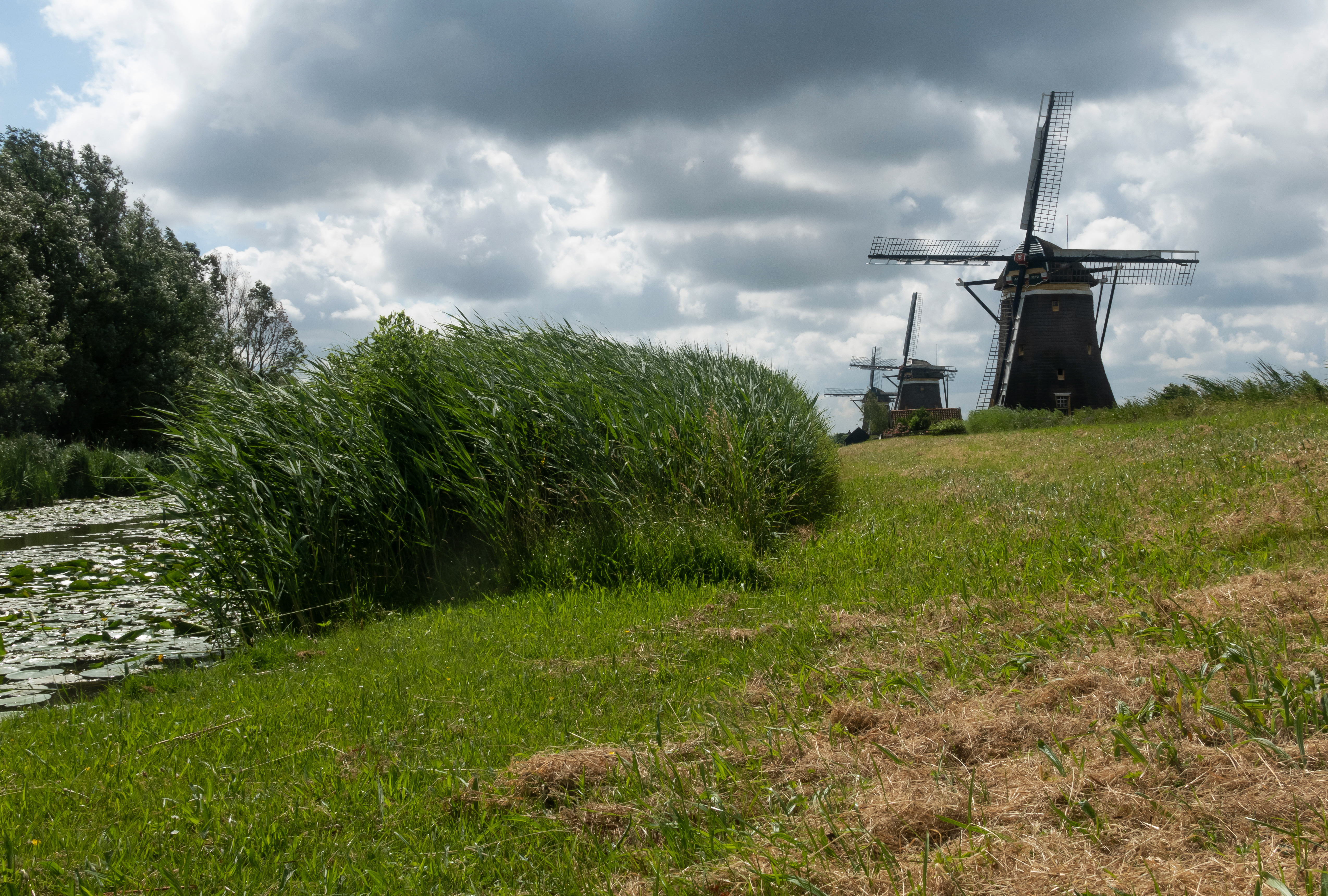
Leidschendam, Mühlen: der Molendriegang
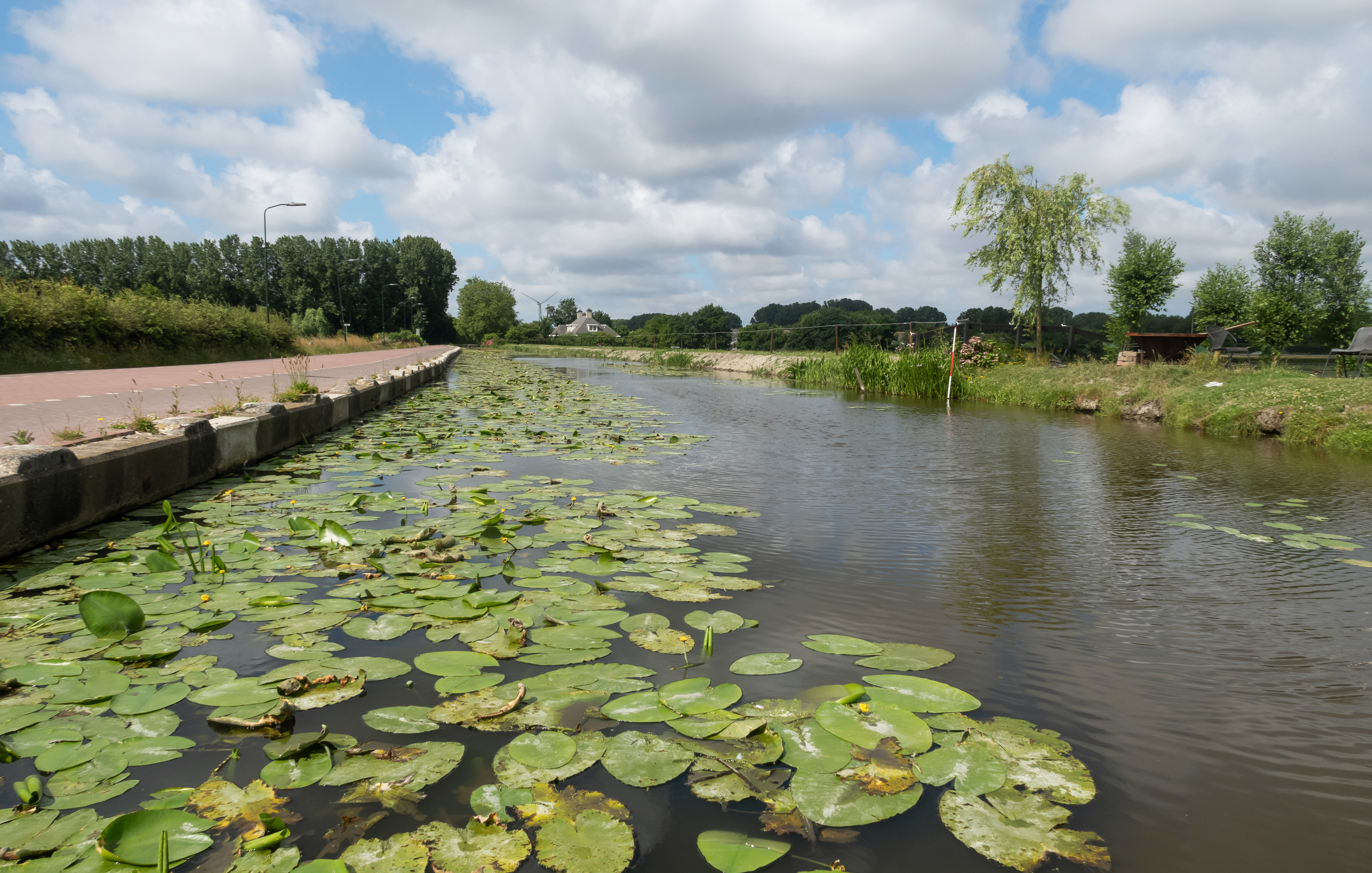
Leidschendam, Kanal: das Stompwijkse Vaart
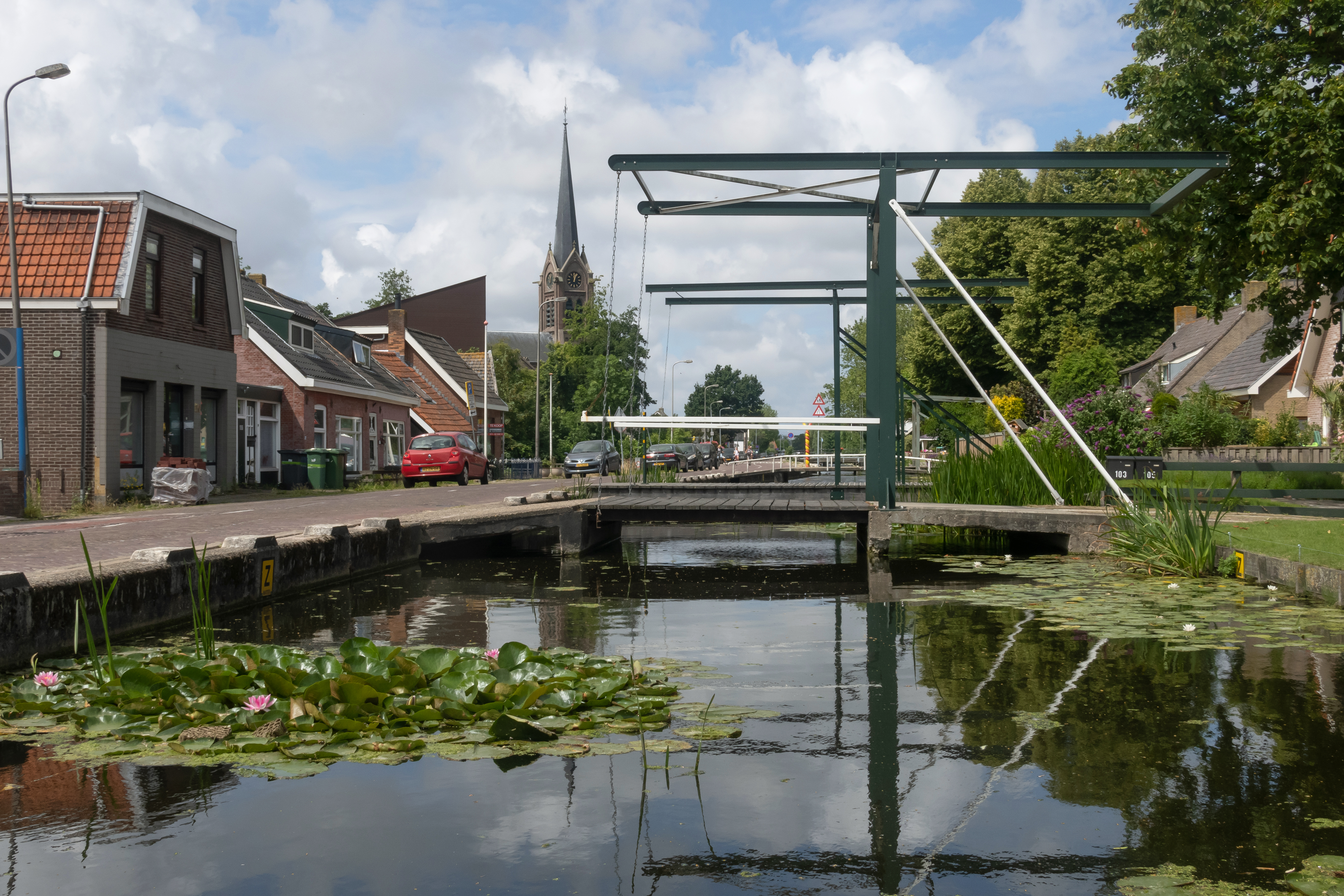
Stompwijk, Kirche (die Sint-Laurentiuskerk) entlang des Kanals (das Stompwijkse Vaart)
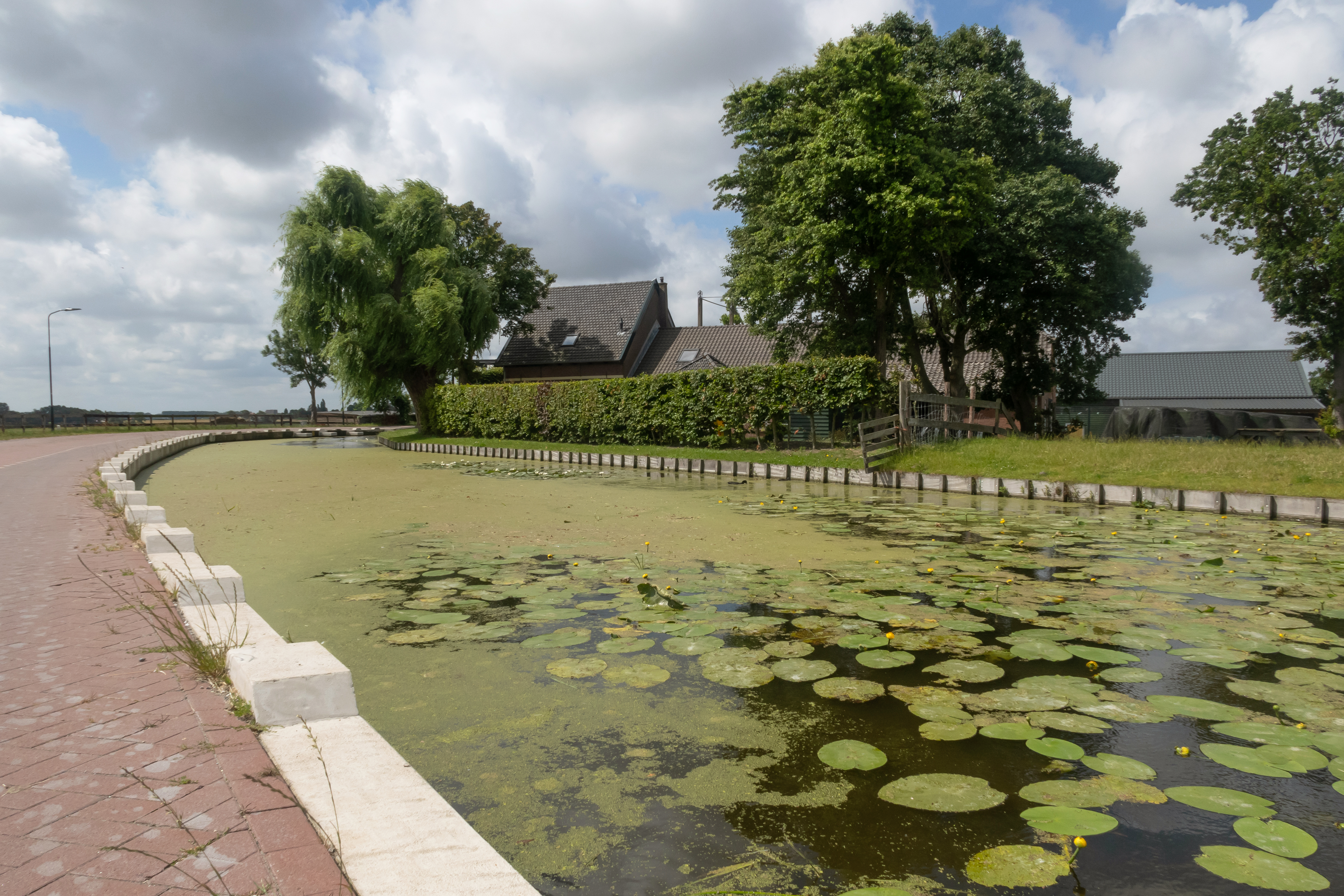
Stompwijk, Kanal: das Stompwijkse Vaart

## Politik

### Sitzverteilung im Gemeinderat
Seit der Gemeindegründung formiert sich der Rat wie folgt:
| Partei                                       | Sitze | Sitze | Sitze | Sitze | Sitze | Sitze |
| Partei                                       | 2001  | 2006  | 2010  | 2014  | 2018  | 2022  |
| -------------------------------------------- | ----- | ----- | ----- | ----- | ----- | ----- |
| VVD                                          | 9     | 10    | 10    | 8     | 9     | 8     |
| Gemeentebelangen Leidschendam-Voorburg       | 4     | 3     | 5     | 8     | 9     | 8     |
| D66                                          | 2     | 2     | 5     | 7     | 4     | 5     |
| GroenLinks                                   | 2     | 2     | 3     | 3     | 4     | 5     |
| CDA                                          | 9     | 7     | 6     | 5     | 5     | 4     |
| PvdA                                         | 5     | 7     | 5     | 3     | 3     | 3     |
| SP                                           | 4     | 3     | –     | –     | –     | 1     |
| ChristenUnie                                 | –     | –     | –     | 1     | 1     | 1     |
| SGP                                          | –     | –     | –     | 1     | 1     | –     |
| TROTS                                        | –     | –     | 1     | –     | –     | –     |
| Onafhankelijken Partij Leidschendam-Voorburg | –     | 1     | 0     | –     | –     | –     |
| Nederland Mobiel                             | 0     | –     | –     | –     | –     | –     |
| Gesamt                                       | 35    | 35    | 35    | 35    | 35    | 35    |

### Bürgermeister
Seit dem 6. März 2023 ist Martijn Vroom (CDA) amtierender Bürgermeister der Gemeinde. Zu seinem Kollegium zählen die Beigeordneten Astrid van Eekelen (VVD), Bianca Bremer (Gemeentebelangen Leidschendam-Voorburg), Marcel Belt (D66), Philip van Veller (VVD) und Jeffrey Keus (Gemeentebelangen Leidschendam-Voorburg) sowie der Gemeindesekretär Alexander van Mazijk.

### Städtepartnerschaften
Leidschendam-Voorburg unterhält Städtepartnerschaften mit
- Hranice, Tschechien, seit 1990
- Konstancin-Jeziorna, Polen, seit 1994
- Temecula, Vereinigte Staaten, seit 1993

## Söhne und Töchter der Stadt
- Guillaume Groen van Prinsterer (1801–1876), Staatsmann, Geschichtsschreiber und Publizist
- Koos van der Wildt (1905–1985), Fußballspieler
- Willem van Genk (1927–2005), Maler und Grafiker
- Henk Schilling (1928–2005), Künstler, Glasmaler
- Einbert-Jan Langevoort (1929–1992), Theologe
- Bertha Brouwer (1930–2006), Sprinterin
- André Middelhoek (* 1931), Beamter und Präsident des Europäischen Rechnungshofes
- Jan M. Broekman (* 1931), Philosoph, Rechtswissenschaftler und Sozialwissenschaftler
- Gerben Karstens (1942–2022), Radrennfahrer
- Pieter Winsemius (* 1942), Politiker
- Alfred Vierling (* 1949), politischer Aktivist
- Johan de Meij (* 1953), Komponist und Dirigent
- Johannes Willibrordus Maria Hendriks (* 1954), Bischof von Haarlem-Amsterdam
- Eef Overgaauw (* 1957), Paläograf, Historiker und Hochschullehrer
- Marijke Vos (* 1957), Politikerin
- Karel van Steenhoven (* 1958), Blockflötist, Komponist und Hochschullehrer
- Frank Visser (* 1958), Autor, Theosoph und Religionspsychologe
- Han Kulker (* 1959), Mittelstreckenläufer
- Peter Blangé (* 1964), Volleyballspieler
- Maurits Crucq (* 1968), Hockeyspieler
- Karien van Gennip (* 1968), Wirtschaftsmanagerin und Politikerin
- Carla Dik-Faber (* 1971), Kunsthistorikerin und Politikerin
- Stella Jongmans (* 1971), Mittelstreckenläuferin
- Kartika Liotard (1971–2020), Juristin und Politikerin
- Robert Jensen (* 1973), Fernsehmoderator
- Alfred Schaffer (* 1973), Dichter
- Fulco van Gulik (* 1979), Radrennfahrer
- Ruben Brekelmans (* 1986), Politiker
- Wesley Verhoek (* 1986), Fußballspieler
- Eljero Elia (* 1987), Fußballspieler
- Sanne van Kerkhof (* 1987), Shorttrackerin
- Maurice Vrijmoed (* 1988), Radrennfahrer
- Daryl Janmaat (* 1989), Fußballspieler
- Inge Janssen (* 1989), Ruderin
- John Verhoek (* 1989). Fußballspieler
- Dylan van Baarle (* 1992), Radrennfahrer
- Nienke Latten (* 1995), Musicaldarstellerin
- Cheyenne van den Goorbergh (* 1997), Fußballspielerin
- Derk Meijer (* 1997), Hockeyspieler
- Matthew Immers (* 2000), Volleyball- und Beachvolleyballspieler